# Garza County
Das Garza County ist ein County im Bundesstaat Texas der Vereinigten Staaten. Das U.S. Census Bureau hat bei der Volkszählung 2020 eine Einwohnerzahl von 5.816 ermittelt. Der Sitz der County-Verwaltung (County Seat) ist in Post.

## Geographie
Das County liegt nordwestlich des geographischen Zentrums von Texas und ist nordöstlich etwa 150 km von Oklahoma entfernt und im Westen etwa 120 km von New Mexico. Es hat eine Fläche von 2321 Quadratkilometern, wovon 2 Quadratkilometer Wasserfläche sind. Es grenzt im Uhrzeigersinn an folgende Countys: Crosby County, Kent County, Scurry County, Borden County und Lynn County.

## Geschichte
Garza County wurde 1876 aus Teilen des Bexar County gebildet. Benannt wurde es nach der Familie de la Garza aus San Antonio, die eine der wohlhabendsten in der Region war. José Antonio de la Garza prägte im Jahr 1818 die ersten Münzen in Texas, auf deren Rückseite ein einzelner Stern (englisch: “Lone Star”) abgebildet war. Möglicherweise war dies ausschlaggebend für die spätere Gestalt der texanischen Flagge.
Sechs Bauwerke und Stätten des Countys sind im National Register of Historic Places (NRHP) eingetragen (Stand 29. Mai 2019), darunter das Garza County Courthouse.

## Demografische Daten

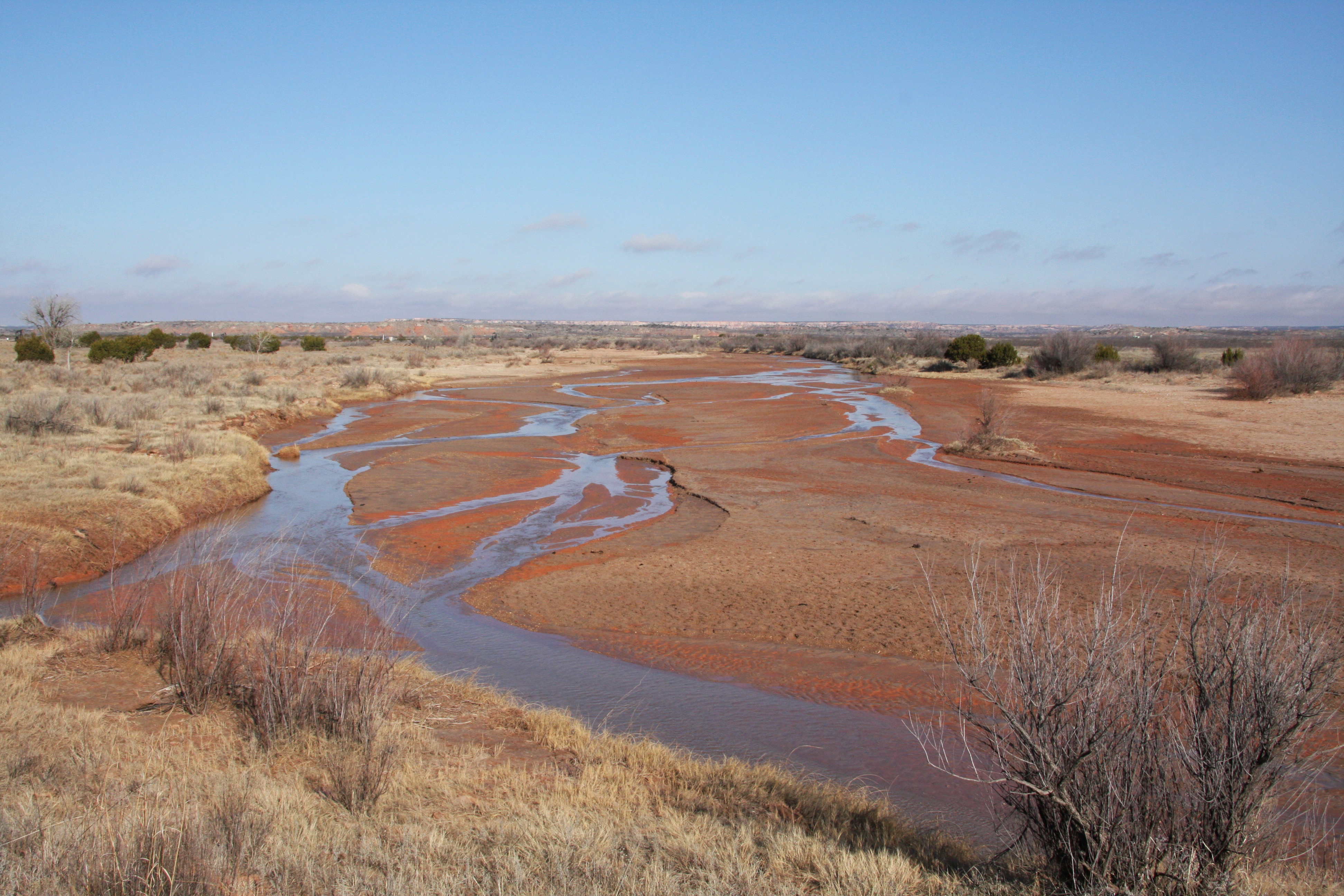
Brazos Double Mountain Fork

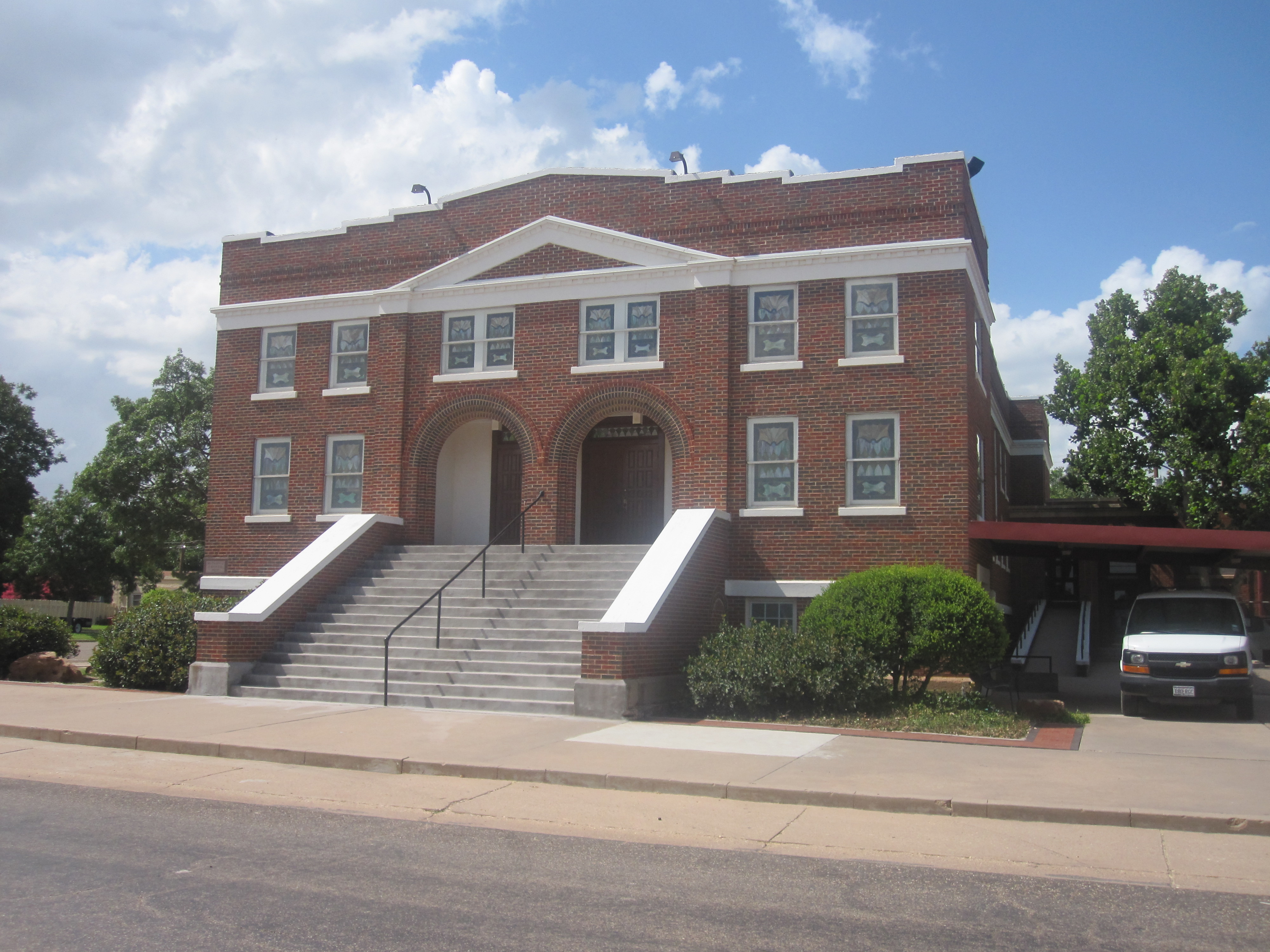
First United Methodist Church

Nach der Volkszählung im Jahr 2000 lebten im Garza County 4.872 Menschen in 1.663 Haushalten und 1.217 Familien. Die Bevölkerungsdichte betrug 2 Einwohner pro Quadratkilometer. Ethnisch betrachtet setzte sich die Bevölkerung zusammen aus 56,70 Prozent Weißen, 4,80 Prozent Afroamerikanern, 0,20 Prozent amerikanischen Ureinwohnern, 0,10 Prozent Asiaten und 17,10 Prozent aus anderen ethnischen Gruppen; 3,00 Prozent stammten von zwei oder mehr Ethnien ab. 3,00 Prozent der Einwohner waren spanischer oder lateinamerikanischer Abstammung.
Von den 1.663 Haushalten hatten 36,0 Prozent Kinder oder Jugendliche, die mit ihnen zusammen lebten. 58,5 Prozent waren verheiratete, zusammenlebende Paare 11,2 Prozent waren allein erziehende Mütter und 26,8 Prozent waren keine Familien. 23,8 Prozent waren Singlehaushalte und in 12,0 Prozent lebten Menschen im Alter von 65 Jahren oder darüber. Die durchschnittliche Haushaltsgröße betrug 2,65 und die durchschnittliche Familiengröße betrug 3,15 Personen.
28,0 Prozent der Bevölkerung war unter 18 Jahre alt, 7,9 Prozent zwischen 18 und 24, 28,6 Prozent zwischen 25 und 44, 21,3 Prozent zwischen 45 und 64 und 14,1 Prozent waren 65 Jahre alt oder älter. Das Medianalter betrug 35 Jahre. Auf 100 weibliche Personen kamen 112,3 männliche Personen und auf 100 Frauen im Alter von 18 Jahren oder darüber kamen 111,3 Männer.
Das jährliche Durchschnittseinkommen eines Haushalts betrug 27.206 USD, das Durchschnittseinkommen einer Familie betrug 31.173 USD. Männer hatten ein Durchschnittseinkommen von 26.604 USD, Frauen 18.105 USD. Das Prokopfeinkommen betrug 12.704 USD. 17,5 Prozent der Familien und 22,3 Prozent der Einwohner lebten unterhalb der Armutsgrenze.

## Städte und Gemeinden
- Justiceburg
- Post